# Tessmannianthus
Tessmannianthus là chi thực vật có hoa trong họ Mua.